# Forêt pétrifiée du Damaraland
La forêt pétrifiée du Damaraland (Afrikaans : Versteende Woud in Damaraland, anglais : Petrified Forest in Damaraland) est située à environ 30 kilomètres à l'ouest de la ville de Khorixas en Namibie, dans la région culturelle du Damaraland.
Ces arbres fossilisés datent du milieu du Permien, il y a environ 280 Ma (millions d'années).

## Description
Elle se présente sur une superficie d'environ 300 x 800 mètres, comprenant de 50 à 60 gros troncs d'arbres fossiles (généralement des conifères), âgés entre 240 et 300 millions d'années. Les exemplaires les plus importants ont une longueur atteignant 30 mètres et ont jusqu'à 6 mètres de circonférence. Le plus long spécimen garde à son extrémité supérieure un diamètre de près d'un mètre, et l'on peut donc supposer une longueur encore plus importante lorsqu'il était vivant.
Les troncs sont généralement morcelés en de nombreux morceaux plus petits. Malgré les années, les cercles du bois restent visibles. Les arbres ne présentant pas de racine, il est généralement admis que ceux-ci ont été charriés par les flots, en provenance d'Afrique centrale ou d'Angola.
Le bois a ensuite été pétrifié à la suite de la couverture des troncs par des sédiments, et le remplacement des matières organiques par de la silice au cours de quelques millions d'années. L'érosion a fait réapparaître les troncs à la lumière. De nombreux troncs sont sans doute encore enfouis.
La pétrification du bois peut produire en principe 3 matériaux différents :
- du jaspe : matériaux dense à grain fin
- de la calcédoine : structure fibreuse
- de l'opale : structure amorphe

La forêt pétrifiée namibienne est essentiellement faite de jaspe.

## Protection
La zone de la forêt pétrifiée a été déclarée dès 1950 (peu après sa découverte) monument national. Elle aurait dû faire l'objet d'une protection en tant que site naturel en 1994, mais cette protection n'est pas encore intervenue. La visite du site est cependant encadrée, et celle-ci ne peut être réalisée qu'avec un guide. 
Le site abrite également de nombreux spécimens de la très rare Welwitschia mirabilis, poussant entre les troncs.